# Caulifloria

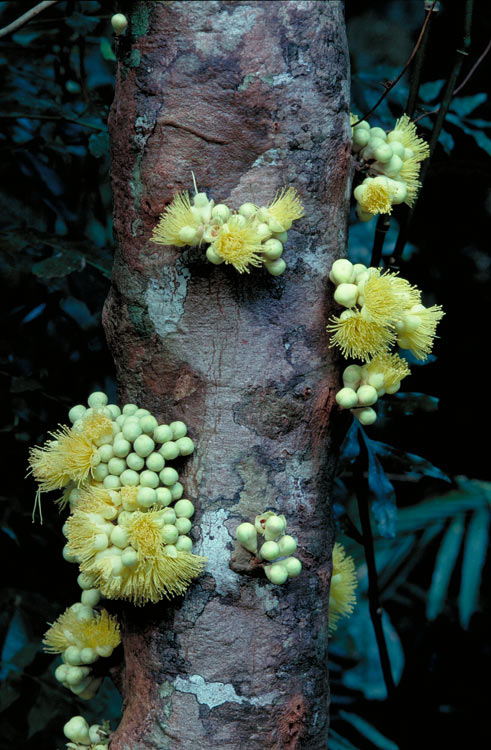
Flores de Syzygium monospermum

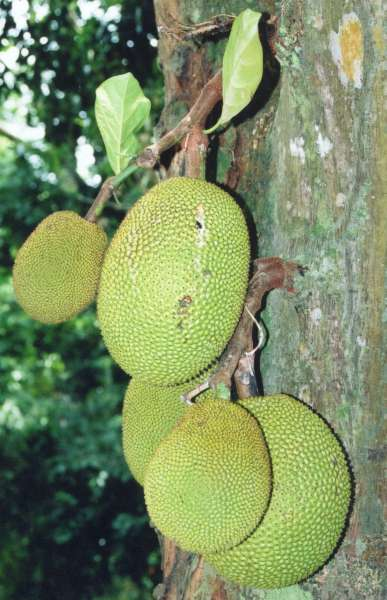
Frutas de jaca

Caulifloria é um termo botânico que designa plantas que produzem flores e frutos diretamente em seus caules principais ou troncos lenhosos, em vez de em novos brotos ou ramos. É um fenômeno raro em regiões temperadas, mas comum em florestas tropicais.
Historicamente, várias estratégias foram usadas para diferenciar tipos de caulifloria, incluindo a localização ou a idade do ramo onde as inflorescências crescem, se as inflorescências estão ligadas a estolhos ou ramos, e se nós axilares ou nós adventícios se desenvolvem em tecidos reprodutivos. A caulifloria é um fenômeno não homólogo, com várias fontes de desenvolvimento e valor evolutivo.
O desenvolvimento de botões em espécies caulifloras axilares ocorre por meio da reutilização da mesma posição ou de tecido antigo ao longo das estações de crescimento ou pela liberação da dormência. Em ambos os casos, a vascularização do botão deve ocorrer a partir de tecido preexistente, como a medula. Em Cercis canadensis [en], os botões dormentes rompem anualmente em um padrão simpodial. Se as flores se desenvolvem de forma adventícia, elas se formam de maneira semelhante aos tecidos epicórmicos e podem ser reativas às condições ambientais imediatas. Em certas espécies de Ficus, as flores podem ser produzidas a partir de botões axilares em plantas jovens e mudar para botões adventícios mais tarde.
Uma hipótese frequentemente sugerida para a evolução da caulifloria é permitir que as árvores sejam polinizadas ou tenham suas sementes dispersas por animais, especialmente morcegos, que escalam troncos e ramos robustos para se alimentar do néctar e dos frutos. Algumas espécies podem, em vez disso, produzir frutos que caem do dossel e amadurecem apenas após chegarem ao solo, uma estratégia alternativa chamada frutos caulicárpicos não funcionais. Em Ficus, não há associação entre a evolução da caulifloria como uma apomorfia e associações ecológicas mutualistas. Hipóteses alternativas focam na competição por açúcares e minerais entre flores e folhas jovens, suporte mecânico para flores e frutos maiores particularmente em Artocarpus e Durio, e na teoria evolutiva baseada na planta como uma metapopulação e taxas diferenciais de mutações em corpos vegetais grandes.
Uma versão extrema é a flagelifloria, onde ramos longos e semelhantes a chicotes descem do tronco principal e carregam todas as inflorescências. Esses ramos crescem até o solo e até abaixo dele. Como resultado, as flores da planta ou árvore podem parecer emergir do solo. Exemplos são conhecidos principalmente nas famílias Annonaceae e Moraceae, bem como uma espécie de Desmopsisterriflora, mas também incluem Couroupita guianensis (Lecythidaceae) e o cacto Weberocereus tunilla (Cactaceae).

## Espécies caulifloras
Lista de algumas espécies de plantas caulifloras:
- Annonaceae
  - Uvariopsis (todas as espécies são ramifloras, caulifloras ou ambas).[13] Espécies caulifloras incluem: Uvariopsis submontana,[14] U. congolana,[13] U. guineensis [en],[13] U. vanderystii[13]
  - Piptostigma[7]
  - Anonidium mannii [en][7]

- Aristolochiaceae
  - Aristolochia arborea[15]

- Bignoniaceae[16]
  - Adenocalymma
  - Amphitecna, Parmentiera, Crescentia
  - Rhodocolea, Colea

- Caricaceae
  - Carica papaya (mamão)

- Cunoniaceae[17]
  - Davidsonia [en]

- Ebenaceae[7]
  - Diospyros

- Fabaceae
  - Cercis siliquastrum[18]
  - Castanospermum australe[7]
  - Cynometra cauliflora [en][7]

- Lecythidaceae
  - Couroupita guianensis (abricó-de-macaco)
  - Grias[7]

- Malvaceae
  - Theobroma cacao (cacau), T. grandiflorum (cupuaçu)[19] (e possivelmente outros)
  - Cola mossambicensis[20]
  - Crescentia cujete (árvore de cabaça)[21]
  - Pavonia strictiflora
  - Durio[7]

- Meliaceae
  - Didymocheton spectabilis [en] (kohekohe)[22]
  - Epicharis parasitica[23]

- Moraceae
  - Ficus racemosa [en] (rumbodo), F. sansibarica [en], F. sur [en], F. sycomorus (sicômoro), F. coronata [en]
  - Artocarpus heterophyllus (jaca), A. integer [en] (champedaque), A. altilis (fruta-pão)

- Myrtaceae
  - Syzygium branderhorstii, S. cormiflorum, S. erythrocalyx, S. moorei
  - Plinia cauliflora (jabuticaba)[10]

- Oxalidaceae
  - Averrhoa bilimbi (bilimbi)[24]

- Sapindaceae
  - Chytranthus[7]
  - Pancovia[25]

- Sapotaceae
  - Englerophytum magalismontanum
  - Omphalocarpum[7]

- Stilbaceae
  - Halleria lucida[26]

- Surianaceae
  - Recchia simplicifolia[7]

- Thymelaeaceae
  - Phaleria clerodendron

## Galeria de imagens

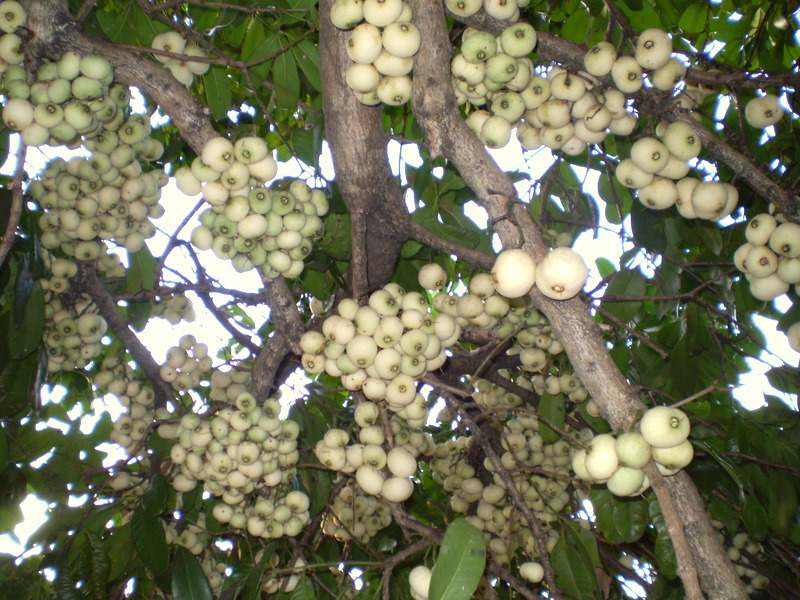
Fruto de Syzygium moorei [en]
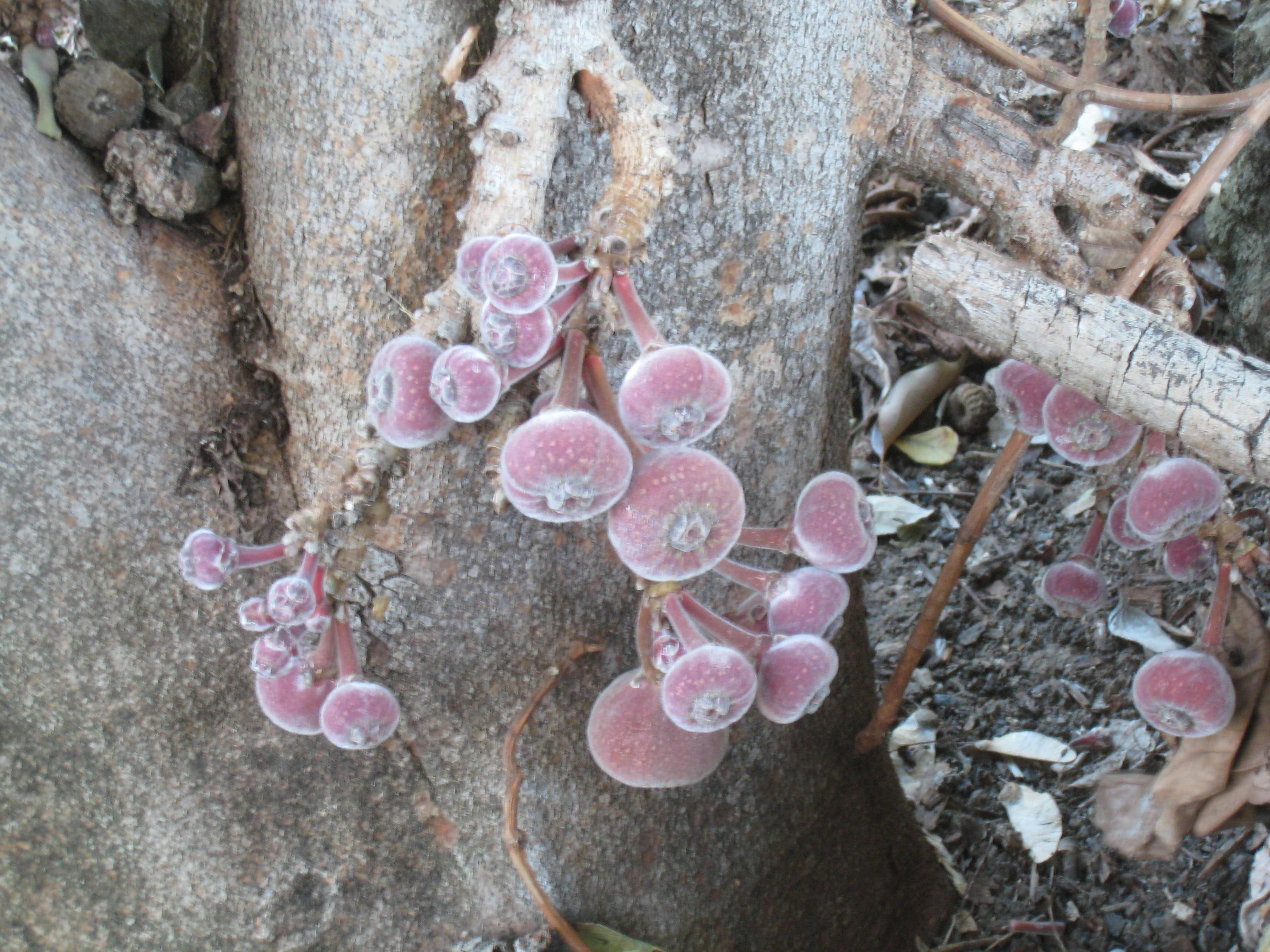
Ficus (figo)
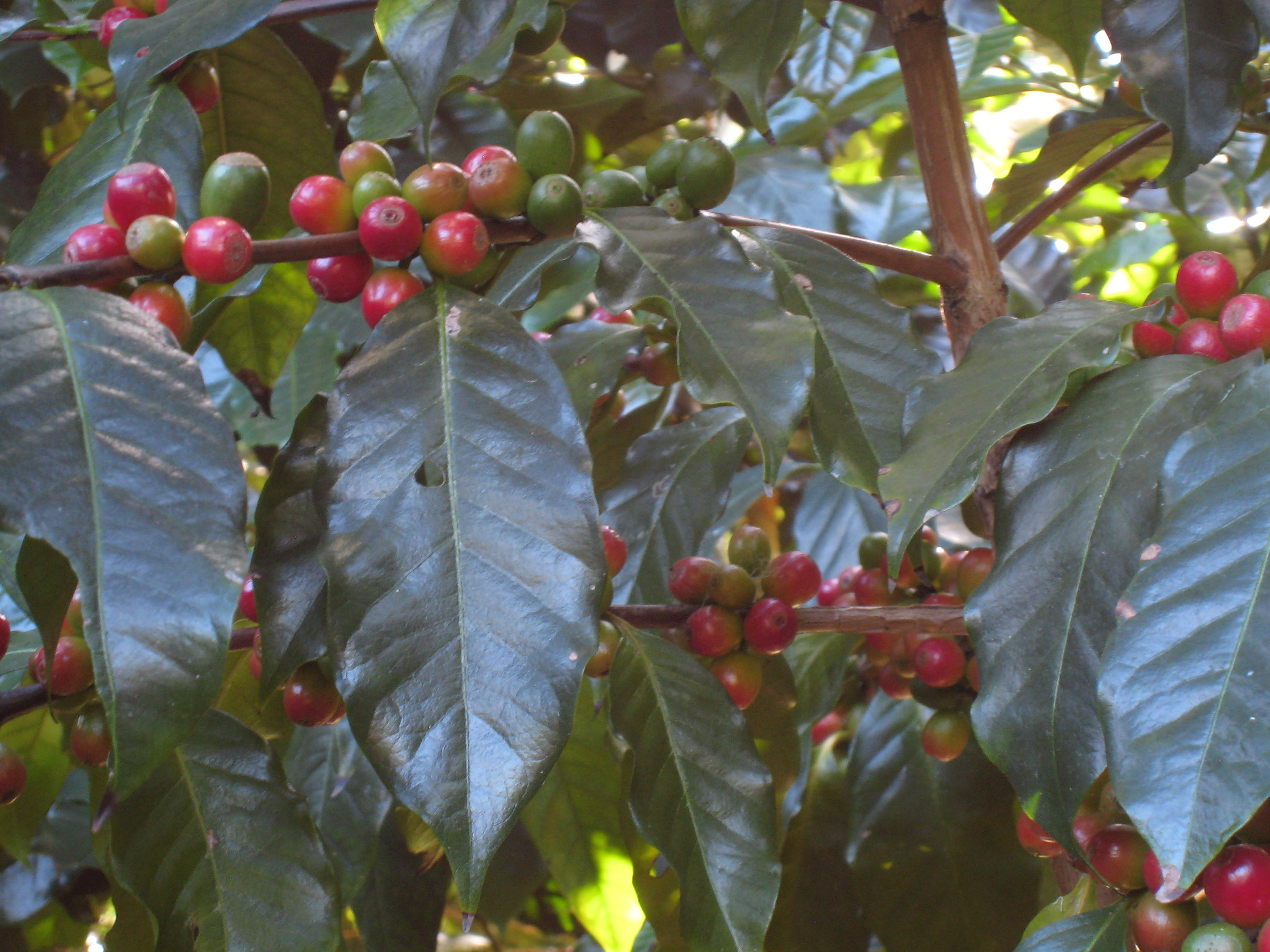
Coffea (cafeeiro)
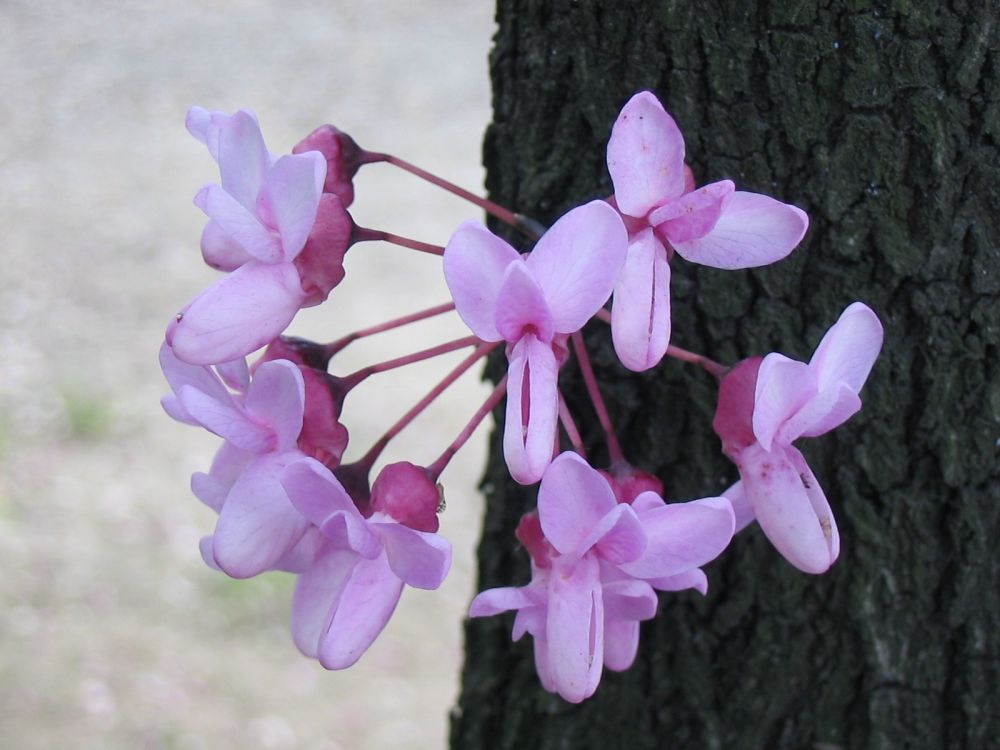
Cercis siliquastrum
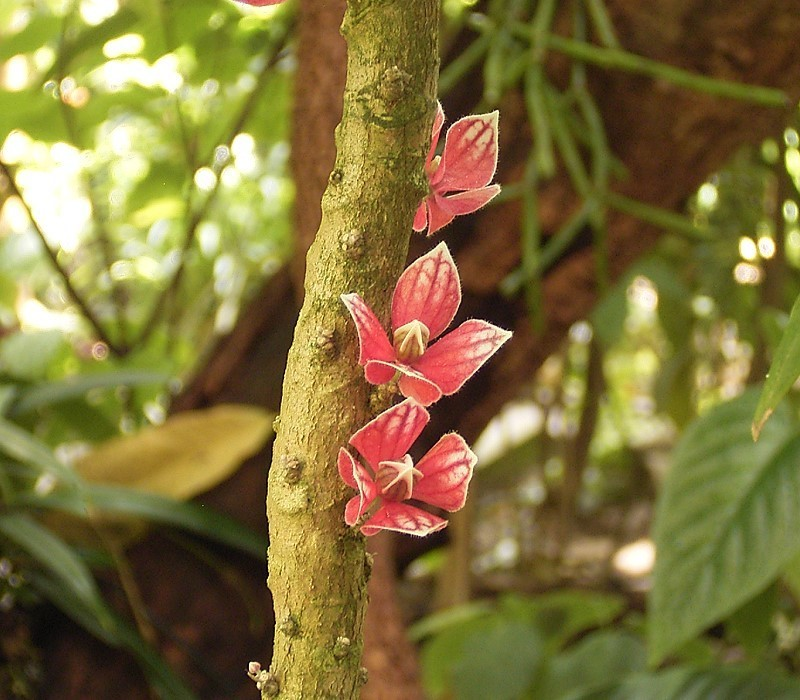
Pavonia strictiflora
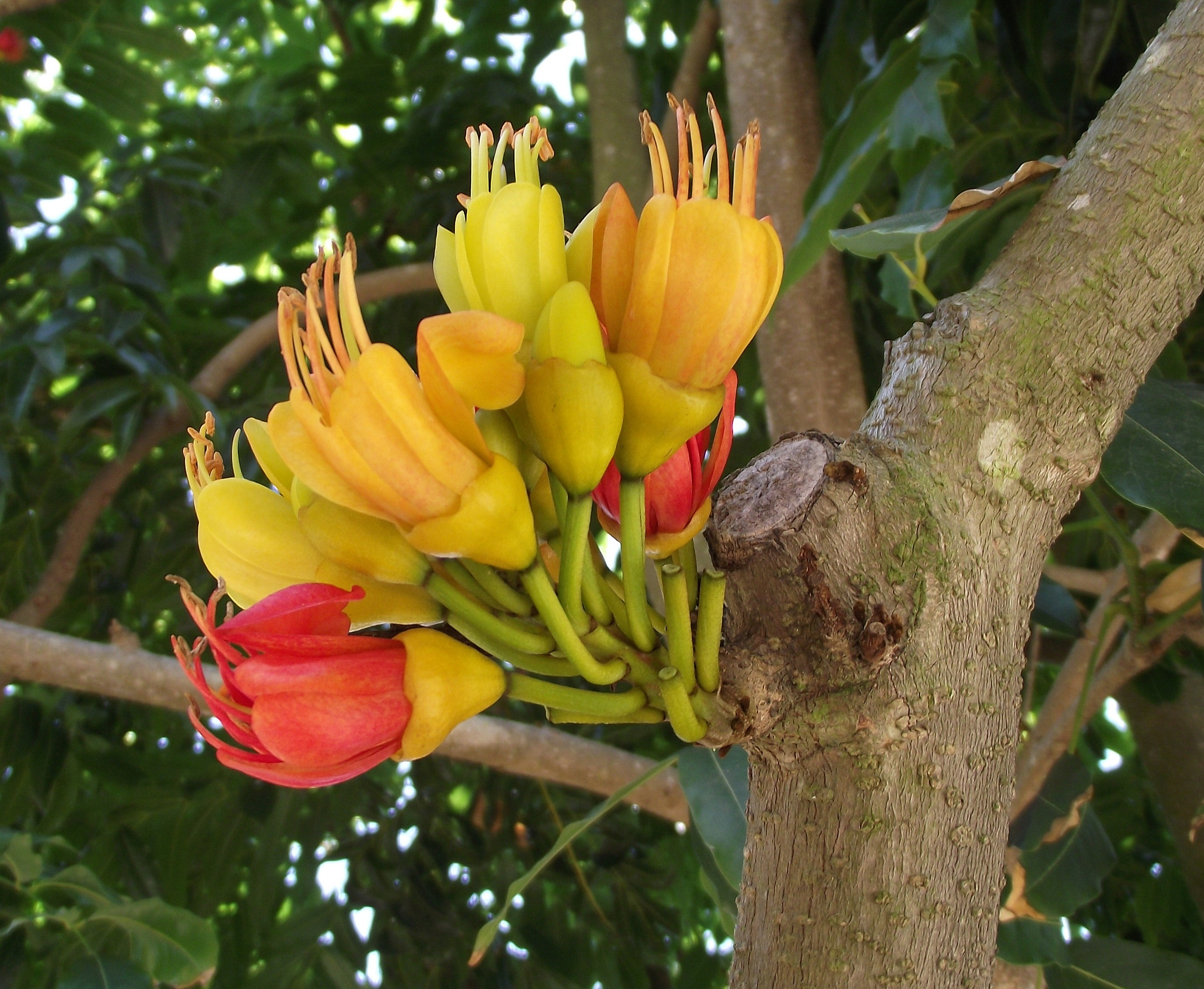
Castanospermum australe
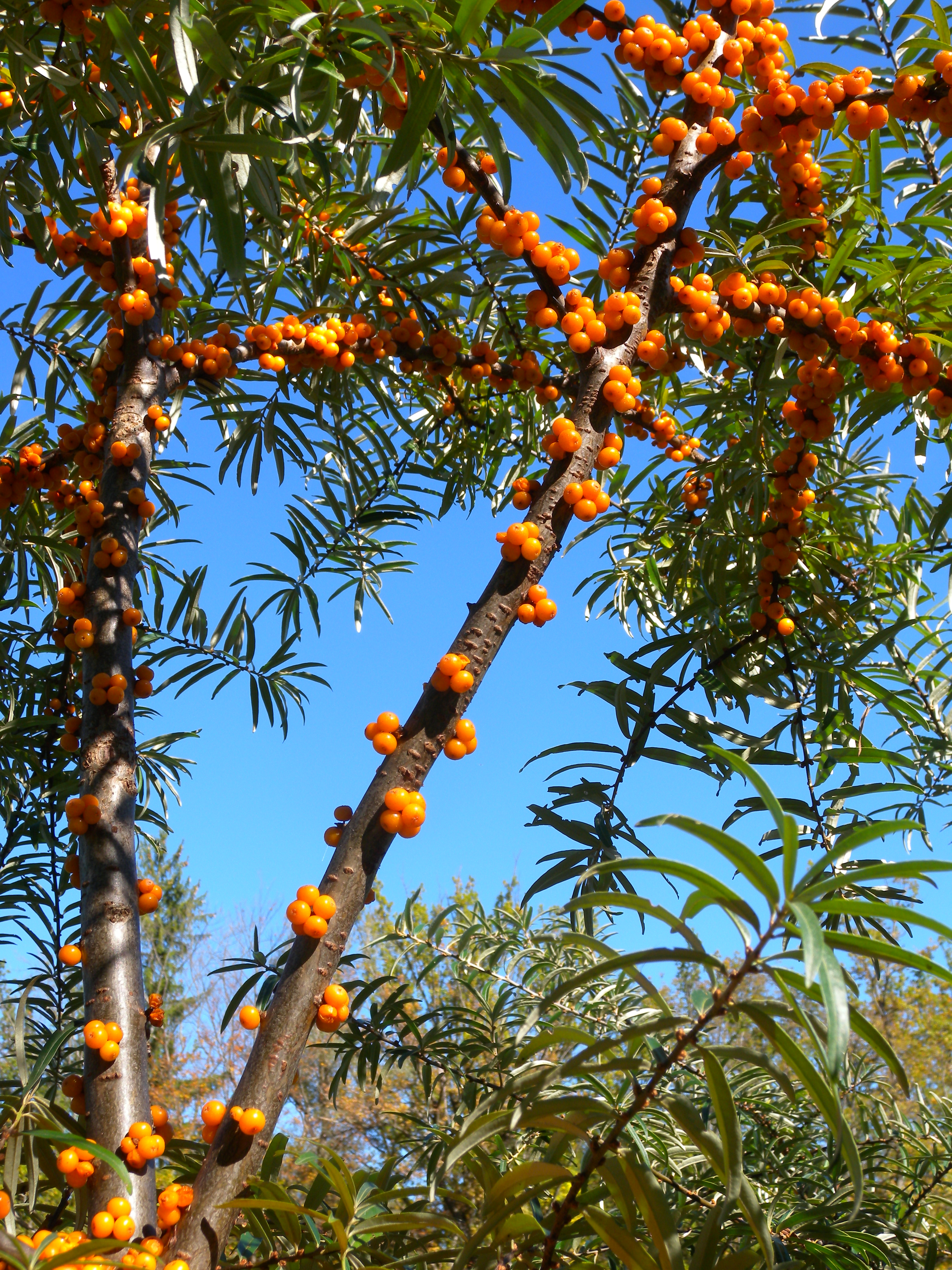
Hippophaë rhamnoides
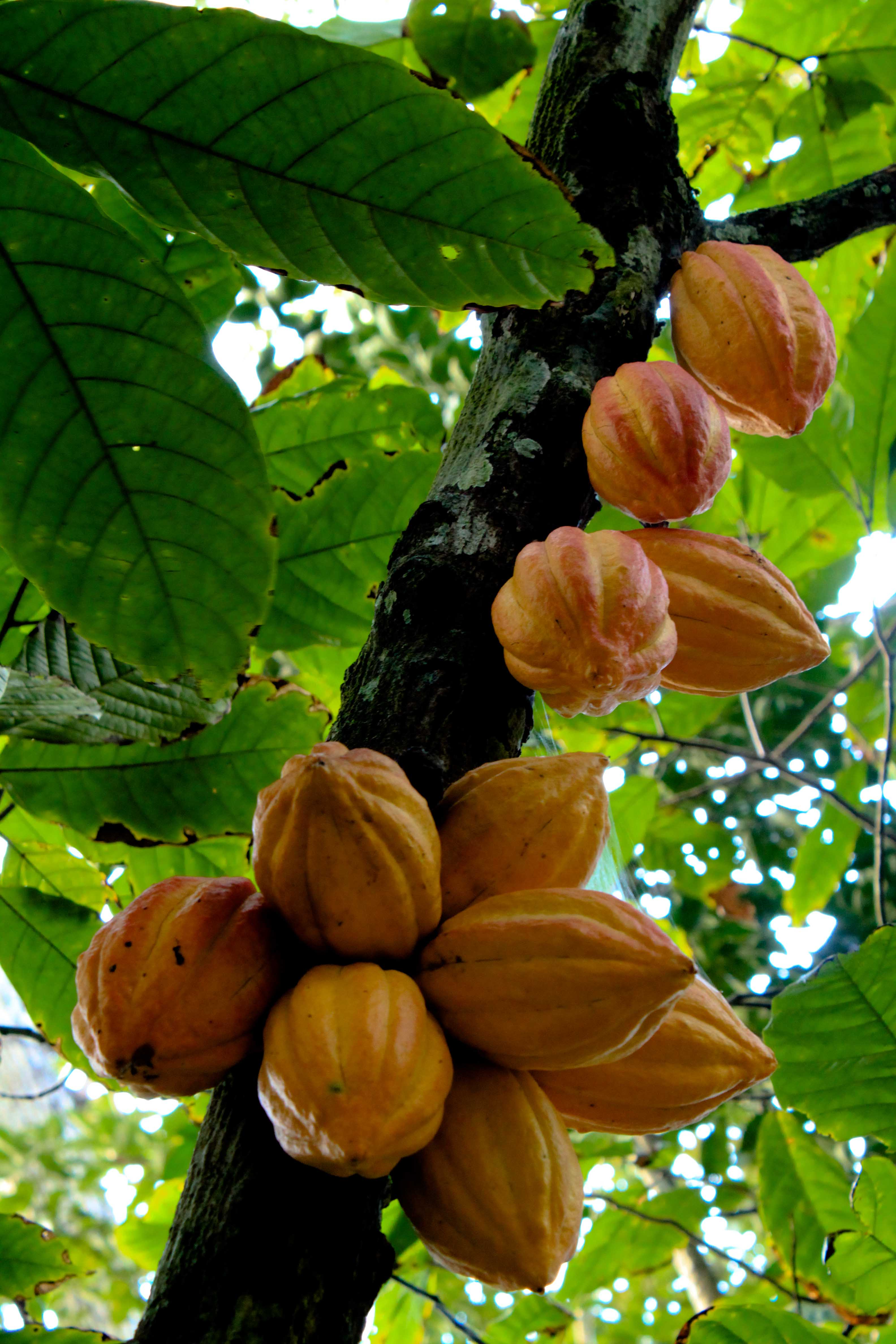
Theobroma cacao (cacau)
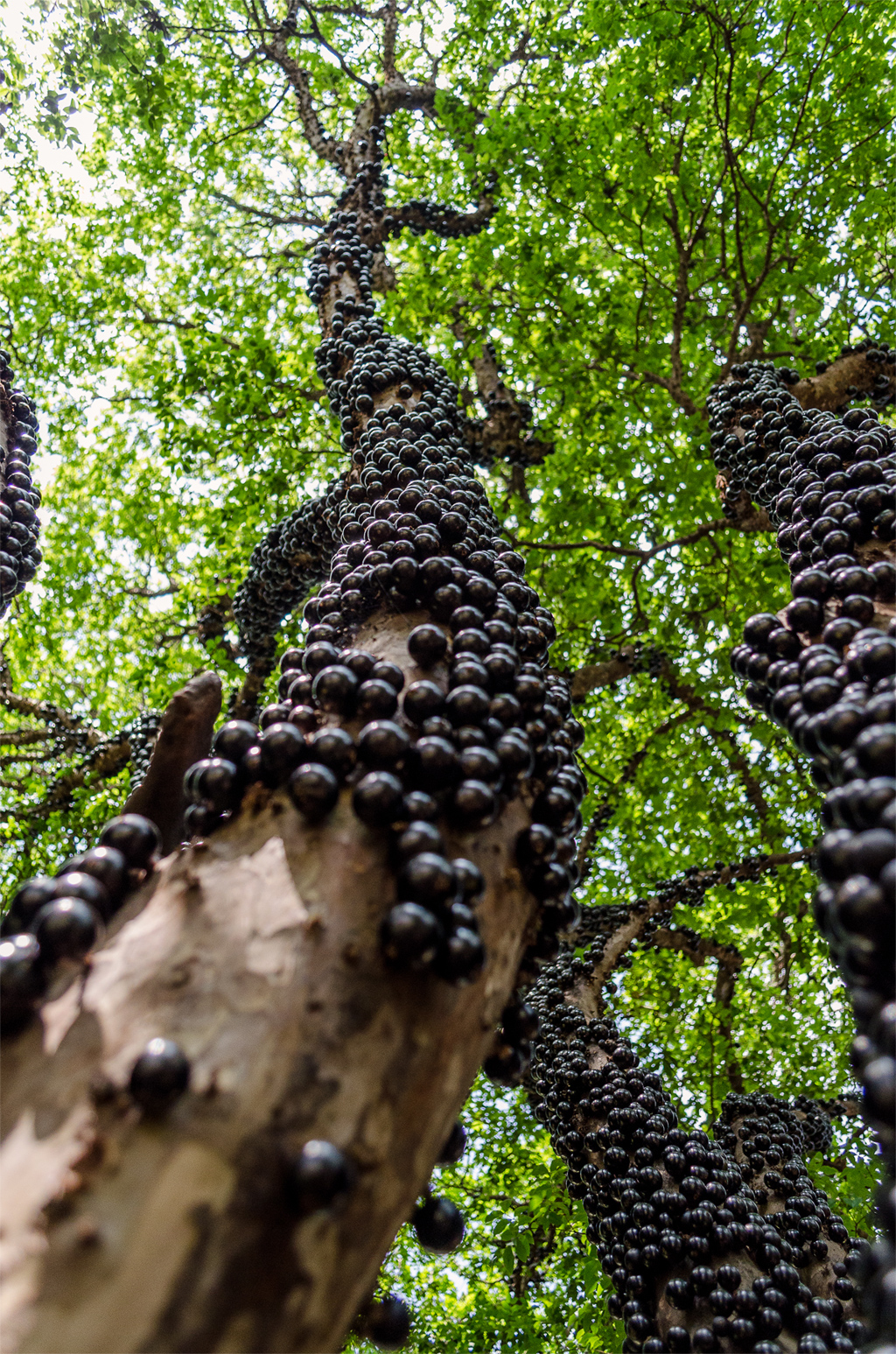
Plinia cauliflora (jabuticaba)
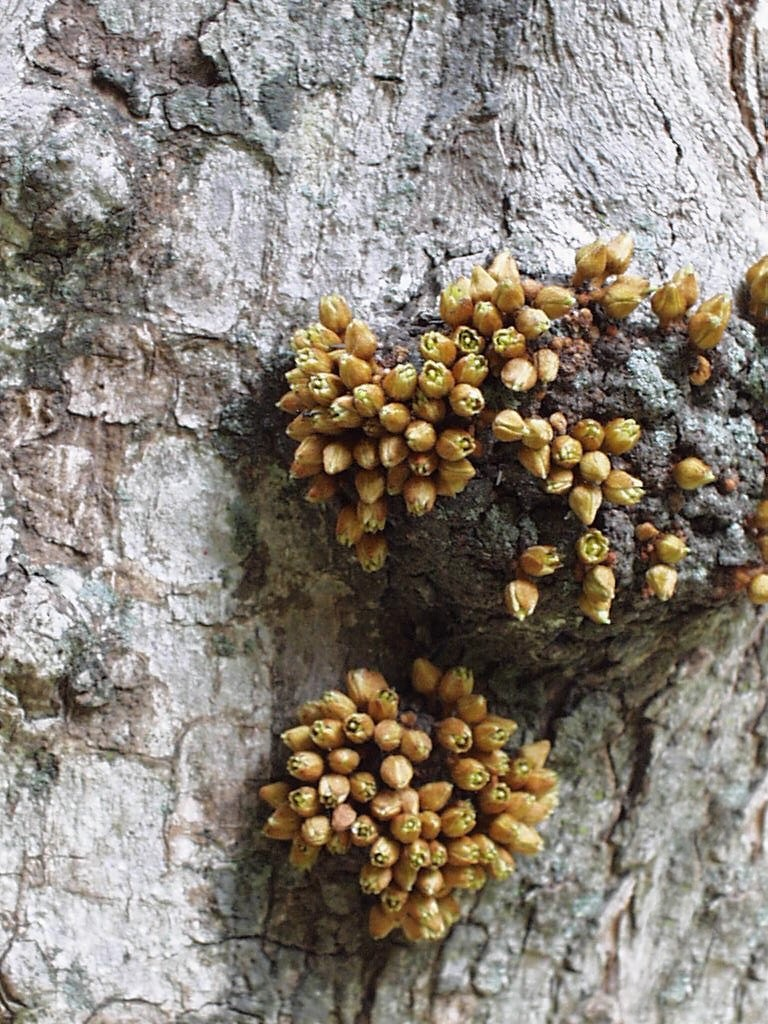
Englerophytum magalismontanum [en]
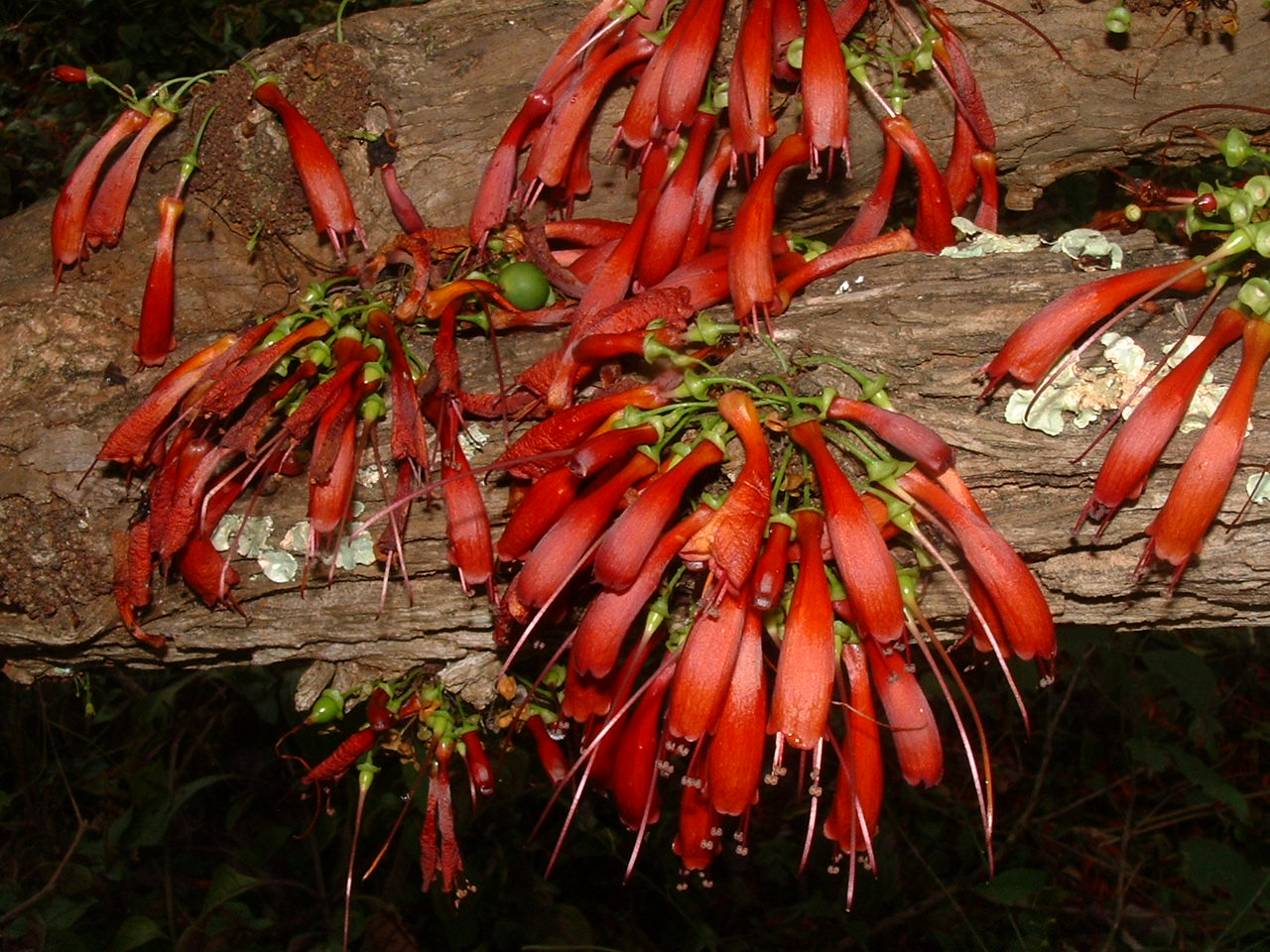
Halleria lucida [en]
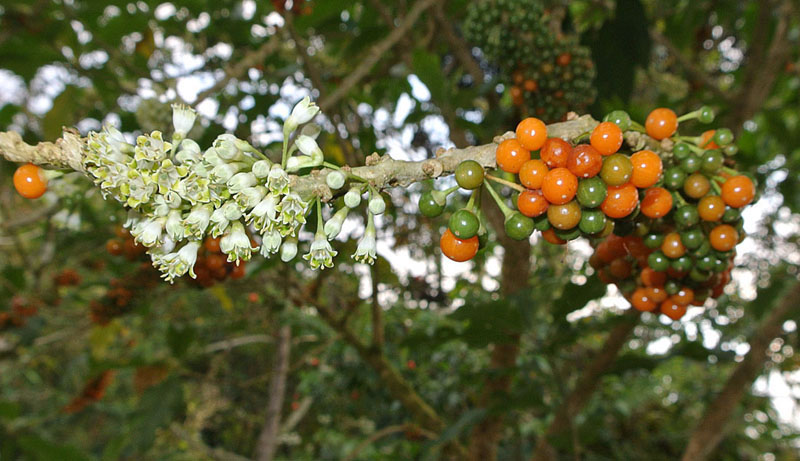
Iochroma arborescens [en]
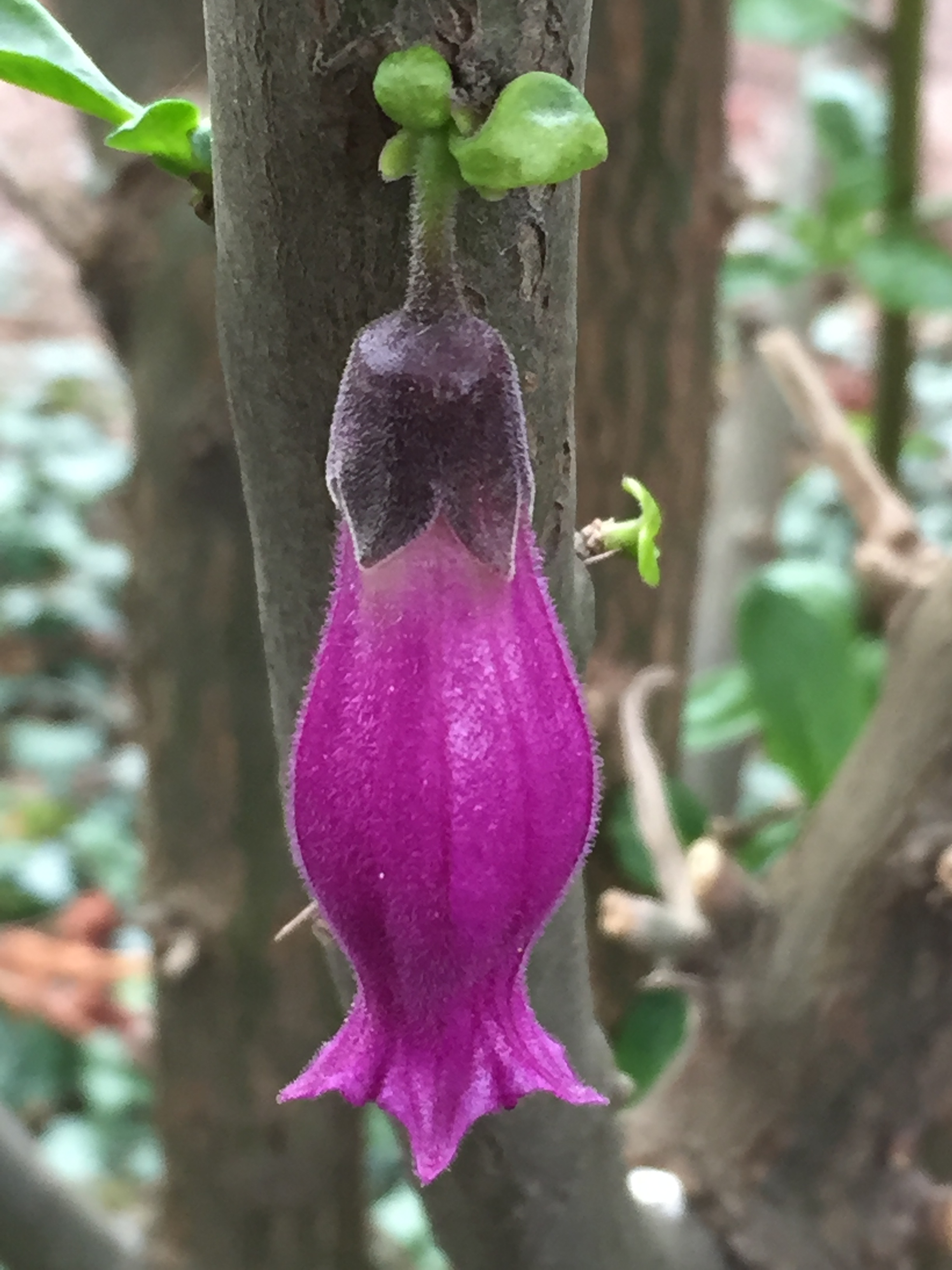
Latua pubiflora
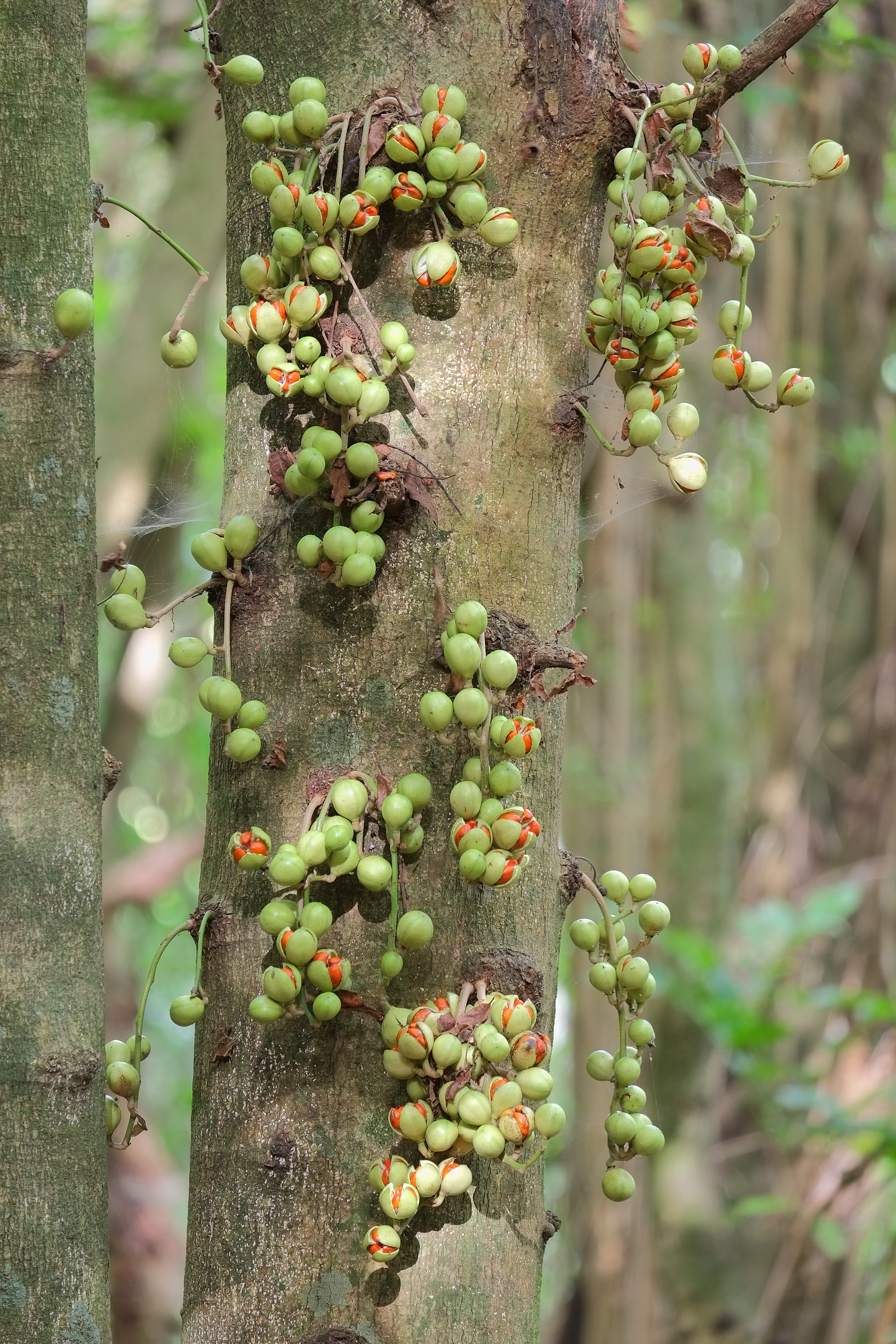
Didymocheton spectabilis
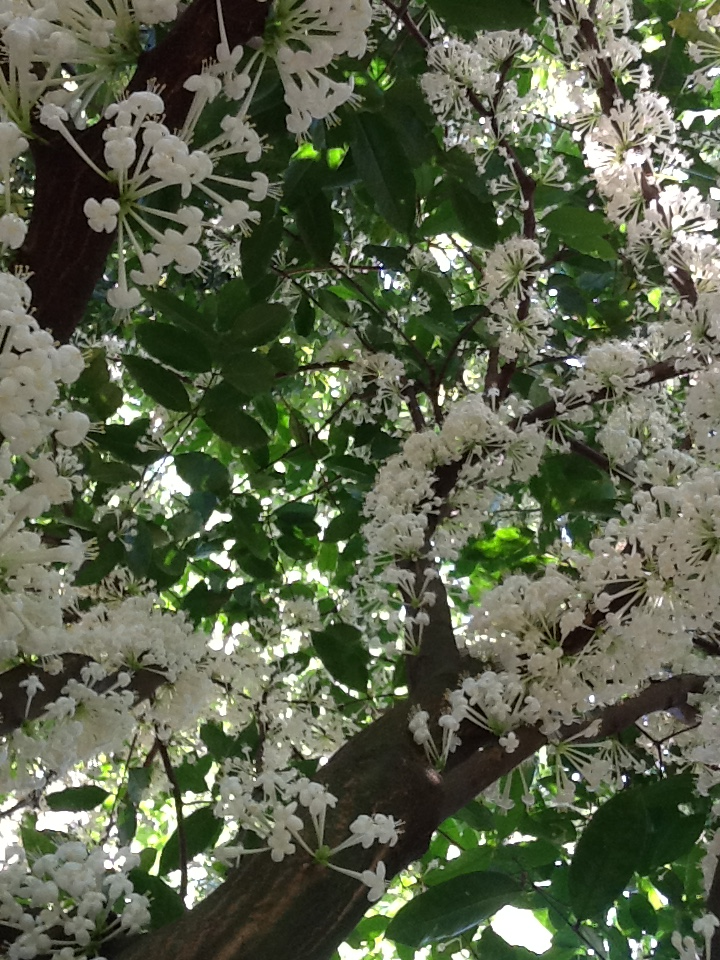
Phaleria clerodendron [en]